# Argentine Chamber of Phonograms and Videograms Producers
Argentine Chamber of Phonograms and Videograms Producers (tiếng Tây Ban Nha: Cámara Argentina de Productores de Fonogramas y Videogramas, CAPIF), (tiếng Việt: Phòng thu âm và sản xuất videograms của Argentine) là một thành viên tổ chức Argentina của IFPI, đại diện cho ngành công nghiệp âm nhạc trong nước. Đây là một tổ chức phi lợi nhuận hợp nhất giữa nhiều quốc gia và hãng thu âm độc lập.

## Chứng nhận lượng tiêu thụ
Vào tháng Giêng năm 1980, CAPIF đã đưa ra một số chứng chỉ đầu tiên bằng vàng và bạch kim. Từ đó cho đến ngày 31 tháng 12 năm 2000, các tiêu chí để xác nhận đó là:
Đĩa đơn:
- Vàng: 50,000
- Bạch kim: 100,000

Albums:
- Vàng: 30,000
- Bạch kim: 60,000
- Kim cương: 500,000

Album tổng hợp:
- Vàng: 100,000
- Bạch kim: 200,000

Tuy nhiên, những tiêu chí này lại được thay đổi vào ngày 1 tháng Giêng năm 2001. CAPIF đưa ra một tiêu chuẩn khác để chứng nhận cho các album kể từ ngày đó là:
- Vàng: 20,000 đơn vị
- Bạch kim: 40,000 đơn vị
- Kim cương: 250,000 đơn vị

Album tổng hợp không đủ điều kiện để xác nhận. Đĩa đơn không còn được chứng nhận tại Argentina.
Định dạng không có album:
| Định dạng       | Vàng   | Bạch kim |
| --------------- | ------ | -------- |
| Tải kỹ thuật số | 10,000 | 20,000   |
| Âm nhạc DVD     | 4,000  | 8,000    |